# Station Lamotte-Beuvron
Station Lamotte-Beuvron is een spoorwegstation in de Franse gemeente Lamotte-Beuvron.